# 에스콰이어 (잡지)

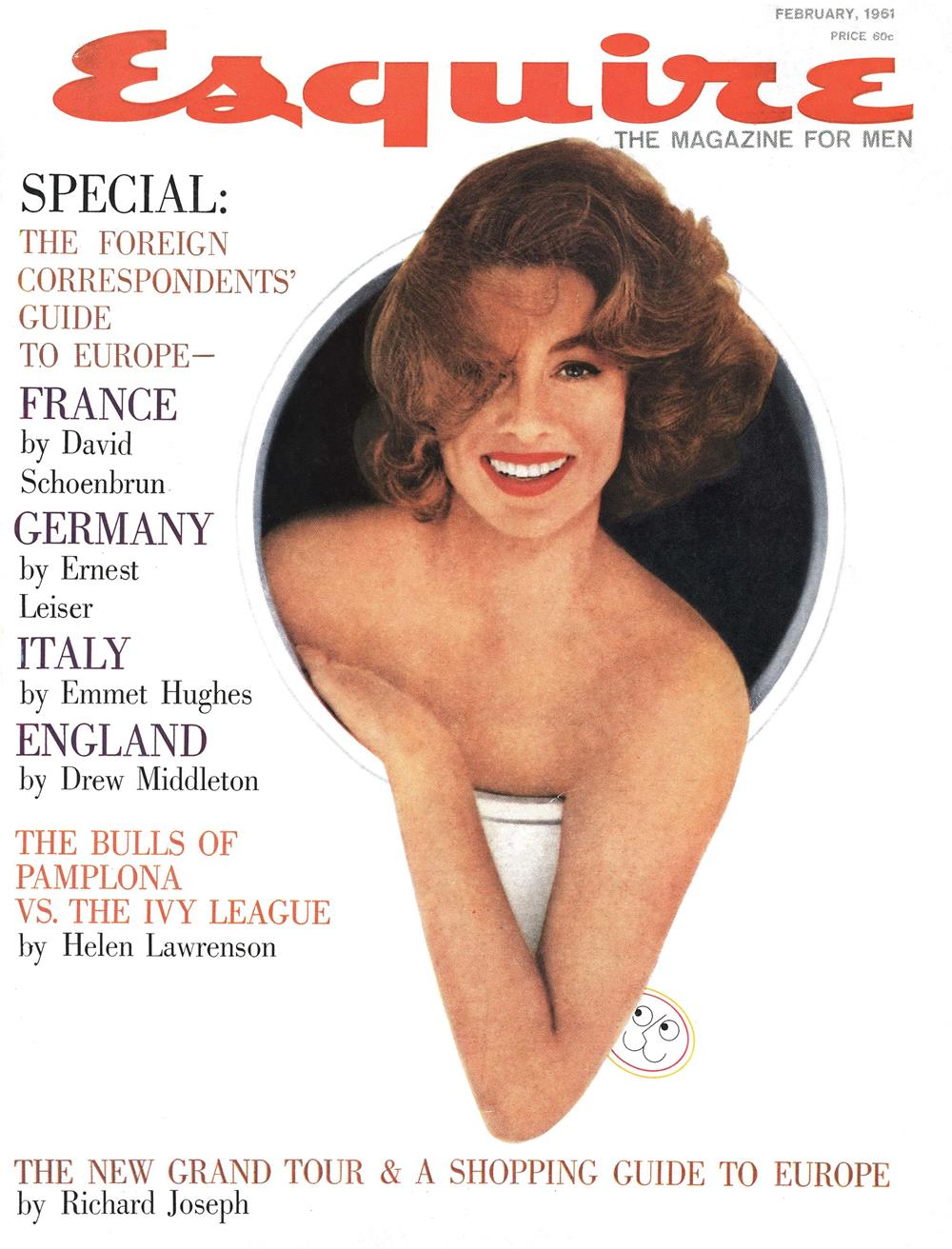
1961년 2월호

《에스콰이어》(Esquire)는 1933년 미국 시카고에서 창간된 남성 잡지이며, 이후 뉴욕으로 본사를 옮긴 뒤 1986년 허스트 커뮤니케이션에 매각되었다.